# Baleia-bicuda-de-longman
A baleia-bicuda-de-longman (Indpacetus pacificus), ou baleia-bicuda-indopacífica, é um cetáceo da família dos zifiídeos (Ziphiidae), encontrado em águas tropicas do Índico e do sudoeste do Pacífico.